# Membre de l'Hôtel des Clos
Le membre de l'Hôtel des Clos était un membre possédé par les Hospitaliers de l'ordre de Saint-Jean de Jérusalem à Saint-Pierre-du-Perray près de Corbeil au bois de Rougeau. Il s'agissait d'une maison entourée de 70 arpents de terre. Il relevait du prieuré hospitalier de Saint-Jean en l'Île-lez-Corbeil.

## Histoire
Le premier propriétaire était Jean Février, écuyer, qui le vendit, en 1480, à son frère, Étienne Février qui le revendit aux Hospitaliers, à Nicole Lesbahy, prieur de Saint-Jean en l'Île. La maison fut détruite par le feu, le prieur la céda à rente à Jean Pymart, en 1484, contre une redevance annuelle de douze setiers de blé et six setiers d'avoine,.

## Sources
- Eugène Mannier, Les commanderies du grand prieuré de France d'après les documents inédits conservés aux archives nationales à Paris, Paris, 1872 (lire en ligne)